# Route 361 (Terre-Neuve-et-Labrador)
Pour les articles homonymes, voir Route 361.
La route 361 est une route tertiaire de la province de Terre-Neuve-et-Labrador d'orientation ouest-est, située dans le sud de l'île de Terre-Neuve. Elle est une route faiblement empruntée, reliant la route 360 au village de Saint-Alban's, suivant la rive nord-ouest de la baie d'Espoir sur ses derniers kilomètres. Route alternative de la 360, elle est nommée Main Road, mesure 30 kilomètres, et est une route asphaltée sur l'entièreté de son tracé.

## Communautés traversées
- Head of Bay d'Espoir
- St. Veronica's
- St. Joseph's Cove
- Swanger Cove
- Saint-Alban's